# Индийски слон
Индийският слон (Elephas maximus indicus) е най-разпространеният подвид на азиатския слон. Широко разпространен е в почти цяла Южна и Югоизточна Азия. Среща се в Индия, Непал, Бангладеш, Мианмар, Бутан, Тайланд, Лаос, Виетнам, Камбоджа, Бруней, Малайзия, най-южните части на Китай, Шри Ланка и Индонезия, където се среща на островите Суматра, Ява и Борнео. Индийските слонове могат да бягат с 30 км/ч.

## Местообитание
Индийският слон обитава както савани, така и гъсти екваториални и тропични гори, среща се и в планинските райони до 3000 m надморска височина. Менюто му е разнообразно – листа, треви, бамбукови стъбла, плодове и т.н.
Възрастните животни са дълги 6 – 6,4 m и тегло 5 тона. Той е втори по големина след африканския слон, тежащ близо 7 тона. Ражда по едно малко.

## Опитомяване
За разлика от другите видове и подвидове слонове, индийският е опитомен от човека. Не се знае кога точно е станало това, но се предполага, че се е случило преди около 5000 години. Днес се смята, че индийските слонове наброяват над 2 милиона индивида, по-голямата част от които опитомени. Въпреки това в много страни на тропическа Азия все още има популации от диви слонове, наброяващи 200 000 – 320 000.
Дълги години индийският слон е стоял в основата на цивилизациите от региона. Огромната му сила се използва за пренасянето на тежки дървени трупи, на големи товари и т.н. Хората от региона почитат слоновете като свещени животни. Според индийската митология Земята се носи на гърба на слон. Освен това слонът е използван и за военни цели. Наричат слоновете „танковете на средновековието“. Най-силните армии в Южна Азия имали редици от бойни слонове. С помощта на тази „жива тежка артилерия“ се създали могъщи държави като Маурийската и Моголска империи в Индия, Кхмерската империя в Индокитай и др.
Водачите на слонове се наричат махаути. Въпреки че е най-верния помощник на човека в тропическа Азия, слонът може да бъде и много опасен. Доста махаути често са били убивани от тежкотоварните си любимци.
Хора биват убивани често и от дивите индийски слонове, тъй като все повече жители се заселват в близост до национални паркове, резервати и диви местности.